# Spermophile
Spermophilus
Genre
Les spermophiles (genre Spermophilus), encore appelés sousliks ou écureuils terrestres, sont des rongeurs de la famille des sciuridés, aux mœurs terrestres. Spermophile signifie « qui aime les graines », du grec sperma : « graine » et philein : « aimer ».

## Description
Les spermophiles sont des écureuils à petites oreilles, à abajoues et dont la queue est assez courte et plus ou moins fournie.

## Répartition géographique
Les spermophiles vivent dans l'hémisphère Nord, en Eurasie et en Amérique du Nord. Deux espèces vivent aussi en Afrique.
Cinq espèces vivent en Europe de l'Est : le souslik d'Europe (Spermophilus citellus) se rencontre de l'Autriche à la Sibérie, le souslik tacheté (Spermophilus suslicus), que l'on trouve à l'ouest jusqu'en Pologne, le souslik nain vit plus strictement dans les steppes d'Ukraine et de Russie du sud, le souslik rouge vit dans la steppe à la bordure orientale de l'Europe, et le souslik jaune qui vit dans les régions semi-arides aux abords de la mer Caspienne.

## Habitat
Les spermophiles habitent les plaines, les pelouses arbustives et les steppes.

## Régime alimentaire
Les spermophiles se nourrissent de végétaux, graines et plantes diverses.

## Prédateurs
Les principaux prédateurs des spermophiles sont les rapaces diurnes (notamment les aigles)

## Éthologie
Les spermophiles vivent à terre et dans des terriers. Certains tombent en léthargie pendant l'hiver et hibernent au fond de leur terrier. Les spermophiles sont utilisés en physiologie animale pour étudier les mécanismes de l'hibernation.

## Classification
Ce taxon était classiquement divisé en 6 sous-genres, dont 5 ont été élevés au rang de genre : Callospermophilus, Ictidomys, Otospermophilus, Poliocitellus, Xerospermophilus.

### Liste des espèces
Selon ITIS (26 avril 2017) :
- Spermophilus alashanicus Büchner, 1888 - Spermophile d'Alashan[1]
- Spermophilus brevicauda Brandt, 1843
- Spermophilus citellus (Linnaeus, 1766) - Souslik d'Europe
- Spermophilus dauricus Brandt, 1843
- Spermophilus erythrogenys Brandt, 1841
- Spermophilus fulvus (Lichtenstein, 1823) - Souslik fauve, Souslik jaune ou Spermophile jaune[1]
- Spermophilus major (Pallas, 1778) - Souslik rouge
- Spermophilus musicus Ménétries, 1832 - Souslik du Caucase
- Spermophilus pallidicauda (Satunin, 1903)
- Spermophilus pygmaeus (Pallas, 1778) - Souslik nain[1]
- Spermophilus ralli (Kuznetsov, 1948)
- Spermophilus relictus (Kashkarov, 1923)
- Spermophilus suslicus (Güldenstaedt, 1770) - Souslik tacheté ou Spermophile tacheté [1]
- Spermophilus taurensis Gündüz, Jaarola, Tez, Yeniyurt, Polly, and Searle, 2007
- Spermophilus xanthoprymnus (Bennett, 1835)